# Saint-René
Pour les articles homonymes, voir Saint René et René.
Saint-René est une municipalité de paroisse dans la municipalité régionale de comté de Beauce-Sartigan au Québec (Canada), située dans la région administrative de Chaudière-Appalaches.

## Toponymie
Elle est nommée en l'honneur de René Goupil, martyr canadien canonisé en 1930.

## Histoire

### Chronologie
- 1er janvier 1945 : Érection de la paroisse de Saint-René.

## Géographie
À partir de son crénon dans le sud-est de la municipalité, la rivière à la Truite coule vers le sud-ouest.

## Démographie
| 1951 | 1956 | 1961 | 1966 | 1971 | 1976 | 1981 | 1986 |
| ---- | ---- | ---- | ---- | ---- | ---- | ---- | ---- |
| 575  | 621  | 572  | 544  | 521  | 470  | 540  | 529  |

| 1991 | 1996 | 2001 | 2006 | 2011 | 2016 | 2021 | - |
| ---- | ---- | ---- | ---- | ---- | ---- | ---- | - |
| 522  | 573  | 582  | 612  | 658  | 745  | 946  | - |

## Administration
Les élections municipales se font en bloc pour le maire et les six conseillers.
| Saint-René Maires depuis 2001                                                                                         |                  |                                       |          |
| Élection | Maire            | Qualité                               | Résultat |
| 2001 | Jean-Guy Deblois |                                       | Voir     |
| 2005 | Jean-Guy Deblois | Voir                                  |          |
| 2009 | Jean-Guy Deblois | Voir                                  |          |
| 2013 | Jean-Guy Deblois | Voir                                  |          |
| 2017 | Luc Paquet       |                                       | Voir     |
| 2021 | Jean-Guy Deblois |                                       | Voir     |
| oct. 2022 | Sylvain Veilleux | Maire suppléant (oct. 2022-mars 2023) | Voir     |
| Élection partielle en italique Depuis 2005, les élections sont simultanées dans toutes les municipalités québécoises. |                  |                                       |          |

## Personnalités
- L'écrivain québécois Jean-Marc Cormier est né à Saint-René, le 8 février 1948. Il a fait ses études primaires à l'école du Rang Cinq.